# James Joseph Sylvester

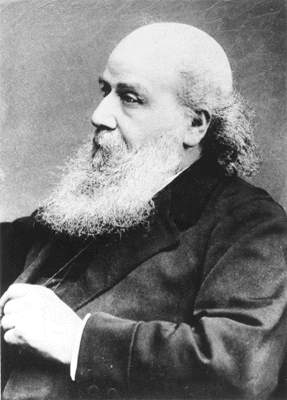
James Joseph Sylvester (1814–1897)

James Joseph Sylvester (ur. 3 września 1814 w Londynie, zm. 15 marca 1897 tamże) – brytyjski matematyk i prawnik, zatrudniony także w USA; profesor Uniwersytetu Oksfordzkiego, a wcześniej Uniwersytetu Johna Hopkinsa w amerykańskim Baltimore i innych uczelni. Członek Towarzystwa Królewskiego w Londynie (ang. Royal Society, od 1839) i Francuskiej Akademii Nauk (od 1863). Laureat Medalu Copleya (1880).
Główne prace Sylvestera dotyczą algebry, teorii liczb, probabilistyki, mechaniki i fizyki matematycznej. Wraz ze swoim przyjacielem Arthurem Cayleyem stworzył teorię niezmienników.

## Życiorys
Studiował w St John’s College na Uniwersytecie Cambridge .
Od roku 1841 profesor University of Virginia w Charlottesville. Był pierwszym Żydem zatrudnionym na stanowisku profesora na amerykańskim uniwersytecie. W latach 1850–1870 profesor matematyki Królewskiej Akademii Wojennej w Woolwich. Od 1876 roku profesor Uniwersytetu Johnsa Hopkinsa w Baltimore i w latach 1883–1894 profesor uniwersytetu w Oksfordzie. Założył w 1878 pierwsze amerykańskie czasopismo matematyczne The American Journal of Mathematics.
Sylvester to twórca szeregu terminów naukowych, zwłaszcza z algebry. Wśród nich są:
- graf (ang. graph)[3];
- wyróżnik (ang. discriminant)[4],
- macierz (ang. matrix)[5],
- jakobian (ang. Jacobian)[6],
- hesjan (ang. Hessian)[7],
- kowariancja (ang. covariant)[8],
- niezmiennik (ang. invariant)[9],
- tocjent (ang. totient)[10],
- kombinacja liniowa (ang. linear combination)[11],
- liniowa niezależność (ang. linear independence)[12],
- zerowość (ang. nullity)[13],
- algebra uniwersalna (ang. universal algebra), w węższym znaczeniu niż to przyjęte później[14].

## Upamiętnienie
- W algebrze używane jest kryterium Sylvestera, a twierdzenie o bezwładności form kwadratowych bywa nazywane twierdzeniem Sylvestera-Jacobiego.
- W roku 1901 brytyjskie Royal Society ustanowiło na jego cześć medal Sylvestera.

## Literatura dodatkowa
- Andrzej Kajetan Wróblewski. Matematyczny Adam. „Wiedza i Życie”, s. 65, maj 2008. Warszawa: Prószyński Media. ISSN 0137-8929.